# Carl Ritter

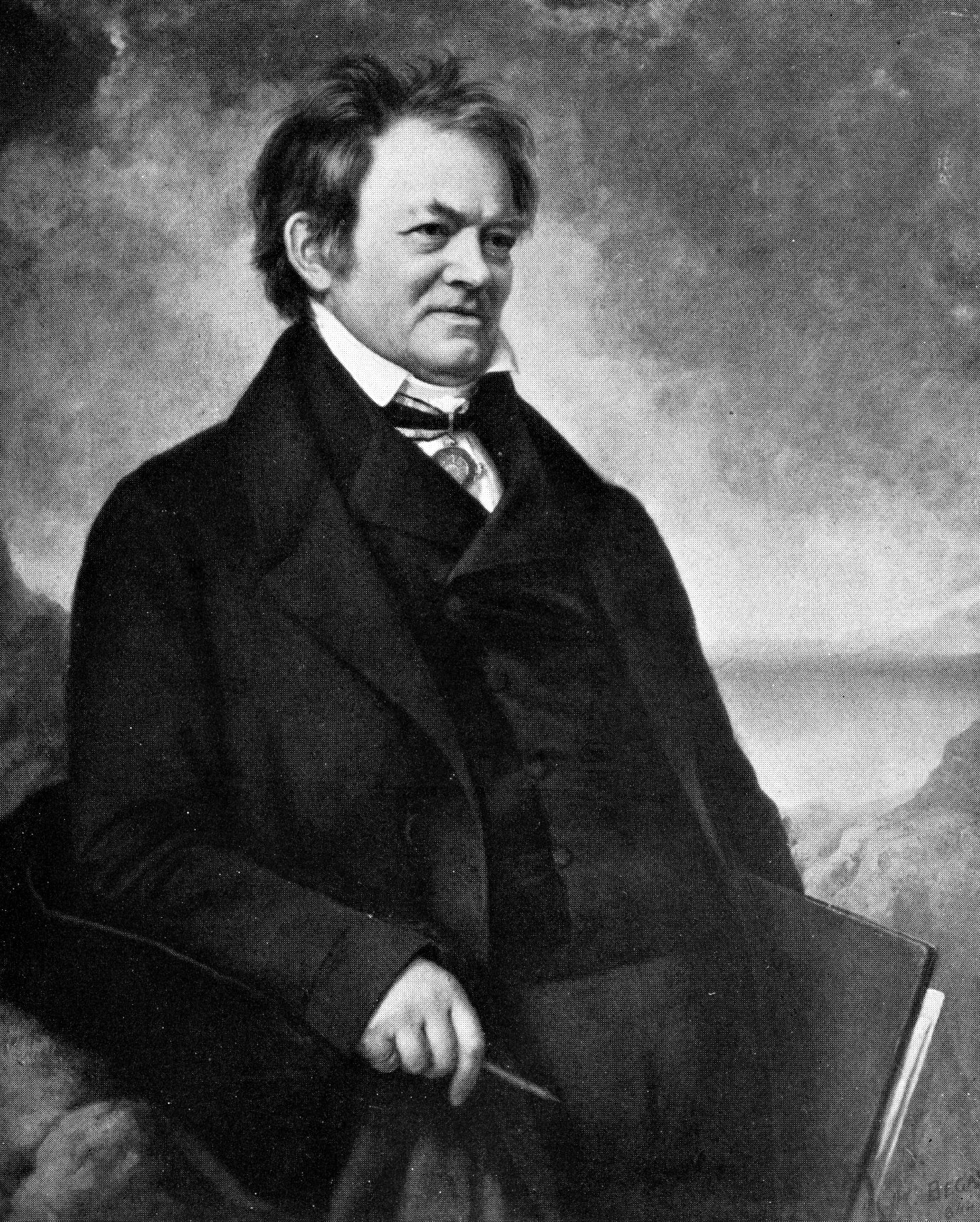
Carl Ritter (1844).

Carl Georg Ritter, född 17 augusti 1779 i Quedlinburg, död 28 september 1859 i Berlin, var en tysk geograf.
Ritter ses tillsammans med Alexander von Humboldt som grundare av den vetenskapliga geografin. Carl Ritter var en av de första professorerna vid Humboldt-Universität zu Berlin. Carl Ritter var mycket intresserad av den utomeuropeiska världen, inte minst Afrika. Han blev därför en radikal motståndare till slaveriet och slavhandeln, vilket förband honom med Alexander von Humboldt. Av flera orsaker kom han att stödja forskningen kring Afrika. Hans storverk var kartläggningen av världen i Erdkunde.

## Biografi
Ritter studerade först vid uppfostringsanstalten i Schnepfenthal, sedan 1796 vid universitetet i Halle an der Saale och blev 1798 privatlärare. Med sina elever gjorde han fleråriga resor i Schweiz, Frankrike och Italien. År 1806 publicerade han i sin forne informator Johann Christoph Friedrich GutsMuths "Bibliothek der geographischen Literatur" sitt första arbete rörande den metodiska undervisningen i geografi. Hans första geografiska arbete, som rent avspeglar hans uppfattning av ämnet, var en samling av sex kartor över Europa, på vilka han i stora drag tecknar världsdelens berg, kulturväxternas och de odlade växternas, de vilda och de tama däggdjurens utbredning, jämförande höjdprofiler med antydningar till växtlivets utbredning samt folkstammarnas fördelning och folktäthet.
Åren 1813–1819 studerade han vid universitetet i Göttingen, i huvudsak geografi. År 1817 utkom första delen av Die Erdkunde im Verhältnis zur Natur und zur Geschichte des Menschen oder allgemeine vergleichende Geographie als sichere Grundlage des Studiums und des Unterrichts in physikalischen und historischen Wissenschaften, ett verk, genom vilket behandlingen av geografin fullständigt omgestaltades. Denna första del innehåller Afrika och en del av Asien; året därpå utkom andra delen, i vilken Asien avslutas. Han utnämndes 1819 till professor i historia vid gymnasiet i Frankfurt am Main, men kallades redan 1820, sedan han publicerat Die Vorhalle europäischer Völkergeschichten vor Herodotus, um den Kaukasus und an den Gestaden des Pontus (1819), till lärare i geografi och statistik vid krigsskolan i Berlin och till extra ordinarie professor i samma ämnen vid universitetet. År 1825 blev han ordinarie professor och samma år studierektor vid krigsskolan. Sedan 1822 var han medlem av vetenskapsakademien i Berlin. År 1842 blev han utländsk ledamot av Vitterhetsakademien. 
Förutom föreläsningar, bland annat i Gesellschaft für Erdkunde (till vilket han 1828 var en av stiftarna och länge dess ledare), upptogs hans tid i Berlin av ett flitigt författarskap och under sommarferierna resor genom flera av Europas länder. Närmast riktades hans verksamhet på bearbetningen av den nya upplagan av hans "Erdkunde", vars första del, behandlande Afrika, utgavs 1822 och av vilken ytterligare utkom 18 delar (1832–1859), alla sysselsättande sig med Asiens geografi, ett alltför mycket på bredden gående arbete, men av beståndande värde. Till förtydligande av "Die Erdkunde" utgav han tillsammans med Franz August O'Etzel en "Atlas". Dessutom skrev han en mängd avhandlingar i vetenskapsakademiens i Berlin skrifter (flera av dem samlade i Einleitung zur allgemeinen vergleichenden Geographie und Abhandlungen zur Begründung einer mehr wissenschaftlichen Behandlung der Erdkunde, 1852), i vetenskapsakademiens i Göttingen samt i Gesellschaft für Erdkundes publikationer.
Ritter var en av de främsta förespråkarna för Afrikas och polarländernas undersökning. Han är tillsammans med Alexander von Humboldt skaparen av den jämförande geografin. Han skapade den fysiska geografin; förut fanns i huvudsak endast en politisk geografi. Geografin var, för att begagna hans uttryck, ett slags fysiologi och jämförande anatomi av Jorden. Denna hans uppfattning av ämnet kom honom helt naturligt att fästa lika stor vikt vid den vertikala som vid den horisontala utvecklingen av jordytan och att ägna lika stor uppmärksamhet åt civilisationens historia samt åt djur- och växtvärlden, av vilken civilisationen rönt inflytande, som åt spörsmål i den rent fysiska geografin. Efter hans död utgav Hermann Adalbert Daniel hans föreläsningar över Geschichte der Erdkunde und der Entdeckungen (1861), Allgemeine Erdkunde (1862; "Läran om jorden", 1863) samt Europa (1863). Till hans ära bildades i Berlin (1860) och i Leipzig (1861) "Karl-Ritterstiftungen", geografiska föreningar, med ändamål att befordra geografin genom understöd åt resor och vetenskapliga arbeten.
Under Ritters namn utgavs ett Geographisch-statistisches Lexikon, av vilket nionde upplagan (under redaktion av Johannes Penzler) utkom 1905 i två band. En svensk bearbetning ("Geografiskt-statistiskt lexikon") utgavs 1858.